# Reino de Chenla
El reino de Chenla (en chino tradicional, 真臘; en chino simplificado, 真腊; pinyin, Zhēnlà; Wade-Giles, Chen-la; Zhēnlà: en chino tradicional, 真臘; en chino simplificado, 真腊; pinyin, Zhēnlà; Wade-Giles, Chen-la; o Chen-la: en camboyano: ចេនឡា; en vietnamita: Chân Lạp) es el nombre con que se designa a la entidad política que sucedió al reino de Funán antes de la aparición del imperio jemer que existió entre fines del siglo VI e inicios del siglo IX aproximadamente, en Indochina. Tal nombre era todavía utilizado en el siglo XIII por el enviado chino Zhou Daguan, autor de Las costumbres de Camboya. Aun así, la historiografía moderna aplica el nombre exclusivamente al periodo de entre fines del siglo VI y el siglo IX temprano. Es dudoso que "Chenla" haya existido alguna vez como un reino unitario o si esto es un error de los cronistas chinos. La mayoría de los historiadores modernos afirman que "Chenla" era, de hecho, solo una serie de confederaciones de principados sueltos y temporales.
Aunque la mayoría de los registros chinos sobre Chenla, incluida uno sobre la conquista de Chenla sobre Funán ("derivada de fuentes muy débiles"), han sido impugnados desde la década de 1970, ya que generalmente se basan en comentarios individuales en los anales chinos, la historia de la dinastía china Sui contiene entradas de un estado llamado Chenla, vasallo del reino de Funán, que había enviado un embajador a China en 616 o 617, bajo el gobierno de Citrasena Mahendravarman, quien conquistó Funan después de que Chenla obtuviera la independencia.
Tal como su predecesora Funán, Chenla ocupó una posición estratégica donde convergían las rutas comerciales marítimas de la Indoesfera y de la esfera cultural de Asia del Este, lo que resultó en una prolongada influencia socioeconómica y cultural, así como la adopción del sistema epigráfico de las dinastías indias meridionales de Pallava y Chalukya.

## Etimología

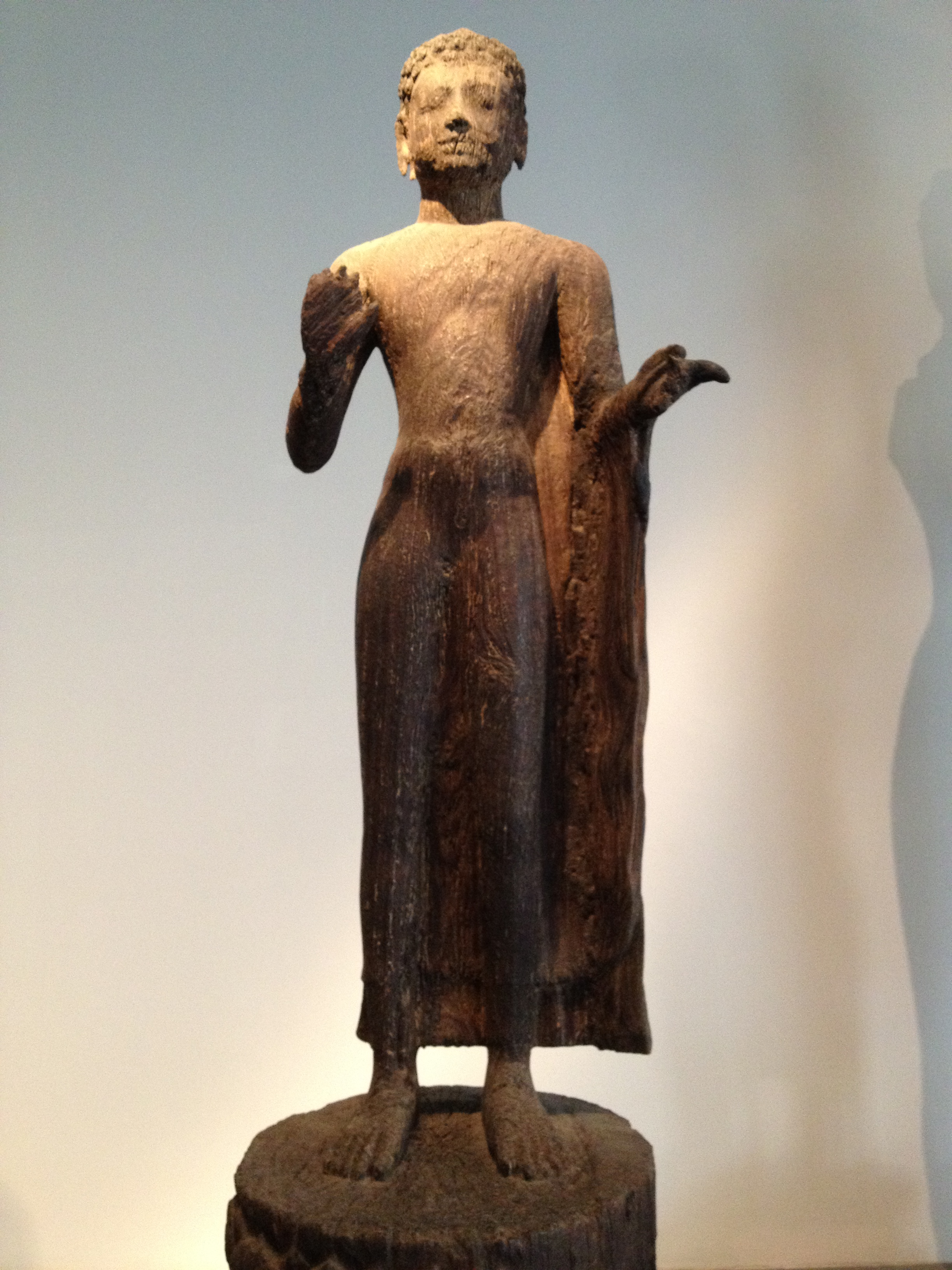
Estatua de Buda de la era de Chenla, encontrado en Binh Hoa, Long An

"Chenla" o "Zhenla" fue el nombre dado en los registros chinas a una entidad administrativa que enviaba tributos a emperadores chinos. La palabra "Chenla" o "Zhenla", al igual que Funán es desconocida en el idioma jemer antiguo. La etimología popular ha intentado enlazar Chenla (真臘) a una traducción de su nombre chino como "cera pura de abejas", cual era una  de sus mercancías regionales mencionadas en los anales chinos.
Se ha sido sugerido también que el nombre significa "Siam derrotado" ya que Zhenla fue reconstruida a Tsienliäp en la pronunciación de la dinastía Tang, que es similar en sonido al nombre de la ciudad camboyana Siem Reap cuyo nombre a menudo se ha interpretado como "Siam aplanado". Sin embargo, se ha señalado que este derivación es problemática pues los conflictos entre Siam y Camboya ocurrieron siglos después de que el nombre se utilizara por primera vez. Por lo tanto, aunque los nombres de Chenla y Siem Reap podrían estar relacionados, Michael Vickery argumentó que los significados originales de ambos nombres son desconocidos. Sin embargo, una explicación similar puede aplicarse a una variante posterior de Zhanla (占臘); según el autor Peter Harris: "Es muy probable que signifique "Chams derrotados", ya que Zhan es la palabra en chino para cham". También observó la explicación dada en la Historia de Ming: "Durante el período de reinado qingyuan (1195-1200) de la dinastía Song, Camboya eliminó a Champa y se apoderó de su tierra. Debido a esto, el país cambió su nombre a Zhanla. Pero durante la dinastía Yuan fue conocido como Zhenla."
Siguiendo la tradición del dios-rey hindú (devaraja) el rey escogió el nombre sánscrito de una deidad patrona o un avatar, seguido por el sufijo –varman, que significa "protegido por", obedeciendo al código de conducta Manusmṛti, las Leyes de Manu para la casta de guerreros kshatriyas.

## Historia

### Orígenes de Chenla
Los orígenes de la aristocracia de Chenla, a quien el autor Michael Vickery denominó como los "caciques de Dângrêk", son inciertos. Estos eran principados locales del norte y del sur de los montes Dângrêk, quienes dejaron epígrafes de piedra conocidos como los más antiguos en la región, con registros genealógicos que sugieren un aumento del dominio político. Los primeros príncipes que se conocen están mencionados en algunas inscripciones tempranas . La inscripción en sánscrito de Vãl Kantél en la provincia de Stung Treng, nombra un gobernante Vīravarman, quién como su nombre sugiere (el nombre de su padre era Sārvabhauma) había adoptado la idea del reinado divino y desplegó el concepto hindú de Harihara, un "dios que encarnó concepciones múltiples de poder". Sus sucesores continuaron esta tradición, y de esta manera llevaron la idea de una correlación entre autoridad política y religiosa.
Originalmente, uno de los centros regionales de Funán con un grado desconocido de soberanía, Chenla fue reconocida por una potencia extranjera como una entidad política separada a fines del siglo VI, con Bhavavarman I como su gobernante independiente. Existe una considerable discordia académica sobre el origen geográfico exacto, el alcance, la dinámica y la cronología de la expansión territorial y, en particular, el centro político y religioso de Chenla y si se trata de un pueblo unificado bajo un solo líder o no.
Los académicos de finales del siglo XX "comenzaron a alejarse con cautela del marco historiográfico establecido", que había sido diseñado principalmente por George Cœdès, quien se basa en fuentes externas, específicamente anales chinos, para su reconstrucción. Michael Vickery sugiere que los autores antiguos asignaron el nombre "Chenla" a numerosos principados pequeños y los agruparon como una entidad singular para clasificar a un mayor número de personas bajo las mismas características, omitiendo distinciones entre estados individualmente considerados. Este enfoque explica por qué hubo un aumento notable en las inscripciones de piedra durante el siglo VII. Múltiples territorios independientes producirían sus propias grabaciones y regulaciones escritas, mientras que en una comunidad, solo una pequeña élite tendría acceso a tales tareas.

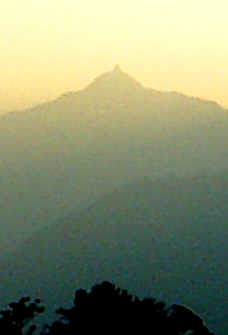
La cima del monte Phu Kao, Laos, que se asemeja a un linga

Antes de que los historiadores comenzaran a analizar y utilizar fuentes epigráficas más extensamente, toda la evidencia disponible apoyaba la idea de que el centro del principado de Chenla debía ubicarse en el monte Phu Kao - Lingaparvata (la montaña del linga) en la provincia de Champasak, cuando Laos pertenecía a la civilización Champa. La estela local de Vat Phou menciona el nombre del rey Devanika (Fan Chen-ch'eng), rey de reyes, sin embargo los investigadores no relacionan el monarca con los caciques de Dangrek.
Contrariamente a las conclusiones académicas, la leyenda camboyana dice que "el origen de los reyes de Camboya se remonta a la unión del ermitaño Kambu Svyambhuva, epónimo antepasado de los kambuyas, con la ninfa celestial Mera, quién fue dada a él por Siva". De esta pareja nació el rey Srutavarman, quien fue seguido por su hijo, el rey Sreshthavarman. Este rey dio su nombre a Sreshthapura, quien sería Vat Phou. Al final del siglo VI, Bhavavarman y Chitrasena (título real: Mahendravarman) atacó Funán junto y "lo doblegó".
El hecho obvio de que Funán y Chenla son "conceptos vagos" que no se aplican a una tribu, una nación o un pueblo está en desacuerdo con las leyendas de origen camboyano. El folklore sigue una narrativa inquebrantable como la de un solo gobernante como el rey Devanika, el reconsagrado maharajadhiraja (rey de reyes) del monte Phu Kao, donde "las personas que vivían en la región junto con las personas que vinieron con Devanika, se convirtieron en los precursores del próspero pueblo jemer".

### Chenla de Agua y Tierra
El nuevo libro de Tang afirma que poco después de 706, el país estuvo dividido entre Lùzhēnlà (陸 真 臘) ("Chenla de Tierra", también llamado Wèndān (單) o Pólòu (婆 鏤)) y Shuīzhēnlà (水 真 臘) ("Chenla de Agua") . Los nombres significarían una mitad norte (al interior) y una mitad sur (en la costa), los cuales oportunamente pueden ser referidos como Chenla Superior e Inferior respectivamente. Chenla de Agua se asociaba con el delta del Mekong y tuvo acceso al río y sus beneficios, pero esta ventaja tuvo sus inconvenientes, ya que hizo que Chenla de Agua fuera más susceptible a los ataques. Hacia fines del siglo VIII, Chenla de Agua habría estado bajo la dependencia de la talasocrática dinastía Sailendra en Java y de la ciudad-estado de Srivijaya en Sumatra. El último de los reyes de Chenla de Agua parece haber sido asesinado y el estado se incorporó a la monarquía javanesa alrededor del año 790. Chenla de Tierra mantuvo su integridad bajo Jayavarman II, quién proclamó el imperio jemer en 802.
Sin embargo, el autor Michael Vickery afirma que estas categorías de "Agua" y "Tierra" creadas por los chinos respecto a Chenla son engañosas y carecen de sentido porque la mejor evidencia muestra que, hasta el 802 no había un solo estado grande en la tierra de la antigua Camboya, sino varios pequeños.

### Declive de Chenla
El número de inscripciones declinó bruscamente durante el siglo VIII. Aun así, algunos teóricos, quiénes han examinado transcripciones chinas, afirman que Chenla empezó decaer durante el los años 700 tanto a raíz de divisiones internas como por ataques externos de parte de la dinastía Sailendra de Java, quienes finalmente la conquistaron y unificaron bajo el reino de Angkor de Jayavarman II.
Individualmente, los historiadores rehúsan plantear un escenario clásico de declive, argumentando  que no había un Chenla para empezar, sino una región geográfica había sido sujeta a periodos prolongados de dominios en disputa, con sucesiones turbulentas y una obvia incapacidad para establecer un centro permanente de gravitación. La historiografía interrumpe esta era de agitación sin nombre solo en el año 802, cuando Jayavarman II establece el apropiadamente denominado imperio jemer.

## Lista de gobernantes
| Orden | Rey              | Reinado              |
| 1     | Bhavavarman I    | Alrededor de 550–600 |
| 2     | Mahendravarman   | Alrededor de 600–616 |
| 3     | Isanavarman I    | 616–635              |
| 4     | Bhavavarman II   | 639–657              |
| 5     | Candravarman?    | ?                    |
| 6     | Jayavarman I     | Alrededor de 657–690 |
| 7     | Reina Jayadevi   | 690–713              |
| 8     | Sambhuvarman     | 713–716              |
| 9     | Pushkaraksha     | 716–730              |
| 10    | Sambhuvarman     | Alrededor de 730–760 |
| 11    | Rajendravarman I | Alrededor de 760–780 |
| 12    | Mahipativarman   | Alrededor de 780–788 |